# Kwadrat termodynamiczny

Kwadrat termodynamiczny

Kwadrat termodynamiczny (także Kwadrat Guggenheima) jest mnemotechnicznym sposobem ułatwiającym zapamiętanie wzorów łączących ze sobą różne funkcje termodynamiczne. Jego stworzenie przypisywane jest Maxowi Bornowi.
W zapamiętaniu kolejności (początek w prawym górnym rogu; kierunek poruszania się przeciwny do ruchu wskazówek zegara) pomaga zdanie:
Relację znajdujemy poprzez ułożenie stosunku zmiennych znajdujących się w narożach kwadratu, będących w tej samej płaszczyźnie (pionowo lub poziomo), do stosunku zmiennych w narożach równoległych. Na przykład, poprzez stosunek zmiennych lewego boku kwadratu (pionowo) S/p oraz równoległy do niego prawy bok, gdzie odpowiadają tym zmiennym zmienne V/T otrzymujemy czwartą relację Maxwella (pamiętamy o znaku "-" po lewej stronie).